# Ministri della marina del Regno d'Italia
I ministri della marina del Regno d'Italia si sono avvicendati dal 1861 (proclamazione del Regno d'Italia) al 1946 (nascita della Repubblica Italiana).

## Lista
| Foto                                       | Ministro                                        | Mandato                              | governo                               | Capo di stato maggiore Marina Militare    |
| ------------------------------------------ | ----------------------------------------------- | ------------------------------------ | ------------------------------------- | ----------------------------------------- |
| Ministro per la Marina                     |                                                 |                                      |                                       |                                           |
|                                            | Camillo Benso, conte di Cavour ad interim       | 17 marzo 1861 - 6 giugno 1861        | governo Cavour IV                     |                                           |
|                                            | Luigi Federico Menabrea                         | 12 giugno 1861 - 4 marzo 1862        | governo Ricasoli I                    |                                           |
|                                            | Carlo Pellion di Persano                        | 4 marzo 1862 - 8 dicembre 1862       | governo Rattazzi I                    |                                           |
|                                            | Giovanni Ricci                                  | 8 dicembre 1862 - 22 gennaio 1863    | governo Farini                        |                                           |
|                                            | Luigi Federico Menabrea                         | 22 gennaio 1863 - 25 gennaio 1863    | governo Farini                        |                                           |
|                                            | Orazio Di Negro                                 | 25 gennaio 1863 - 24 marzo 1863      | governo Farini                        |                                           |
| 24 marzo 1863 - 20 aprile 1863             | Orazio Di Negro                                 | governo Minghetti I                  |                                       |                                           |
|                                            | Efisio Cugia                                    | governo Minghetti I                  | 20 aprile 1863 - 28 settembre 1864    |                                           |
|                                            | Alfonso La Marmora ad interim                   | 28 settembre 1864 - 21 dicembre 1864 | governo La Marmora II                 |                                           |
|                                            | Diego Angioletti                                | 21 dicembre 1864 - 31 dicembre 1865  | governo La Marmora II                 |                                           |
| 31 dicembre 1865 - 29 giugno 1866          | Diego Angioletti                                | governo La Marmora III               |                                       |                                           |
|                                            | Agostino Depretis                               | 29 giugno 1866 - 17 febbraio 1867    | governo Ricasoli II                   |                                           |
|                                            | Giuseppe Biancheri                              | 17 febbraio 1867 - 10 aprile 1867    | governo Ricasoli II                   |                                           |
|                                            | Federico Pescetto                               | 10 aprile 1867 - 27 ottobre 1867     | governo Rattazzi II                   |                                           |
|                                            | Luigi Federico Menabrea ad interim              | 27 ottobre 1867 - 18 novembre 1867   | governo Menabrea I                    |                                           |
|                                            | Pompeo Provana del Sabbione                     | 18 novembre 1867 - 5 gennaio 1868    | governo Menabrea I                    |                                           |
|                                            | Augusto Riboty                                  | 5 gennaio 1868 - 13 maggio 1869      | governo Menabrea II                   |                                           |
| 13 maggio 1869 - 14 dicembre 1869          | Augusto Riboty                                  | governo Menabrea III                 |                                       |                                           |
|                                            | Stefano Castagnola                              | 13 maggio 1869 - 15 gennaio 1870     | governo Lanza                         |                                           |
|                                            | Guglielmo Acton                                 | 15 gennaio 1870 - 5 agosto 1872      | governo Lanza                         |                                           |
|                                            | Augusto Riboty                                  | 5 agosto 1872 - 10 luglio 1873       | governo Lanza                         |                                           |
|                                            | Simone Pacoret de Saint-Bon                     | 10 luglio 1873 - 20 novembre 1876    | governo Minghetti II                  |                                           |
|                                            | Benedetto Brin                                  | 20 novembre 1876 - 28 dicembre 1877  | governo Depretis I                    |                                           |
| 28 dicembre 1877 - 24 marzo 1878           | Benedetto Brin                                  | governo Depretis II                  |                                       |                                           |
|                                            | Enrico Di Brocchetti                            | 24 marzo 1878 - 24 agosto 1878       | governo Cairoli I                     |                                           |
|                                            | Benedetto Brin                                  | 24 agosto 1878 - 19 dicembre 1878    | governo Cairoli I                     |                                           |
|                                            | Niccolò Ferracciu                               | 19 dicembre 1878 - 14 luglio 1879    | governo Depretis III                  |                                           |
|                                            | Cesare Bonelli ad interim                       | 14 luglio 1879 - 25 novembre 1879    | governo Cairoli II                    |                                           |
|                                            | Ferdinando Acton                                | 25 novembre 1879 - 29 maggio 1881    | governo Cairoli III                   |                                           |
| 29 maggio 1881 - 25 maggio 1883            | Ferdinando Acton                                | governo Depretis IV                  |                                       |                                           |
| 25 maggio 1883 - 17 novembre 1883          | Ferdinando Acton                                | governo Depretis V                   |                                       |                                           |
|                                            | Andrea Carlo Agostino Del Santo                 | governo Depretis V                   | 17 novembre 1883 - 30 marzo 1884      |                                           |
|                                            | Benedetto Brin                                  | 30 marzo 1884 - 29 giugno 1885       | governo Depretis VI                   |                                           |
| 29 giugno 1885 - 4 aprile 1887             | Benedetto Brin                                  | governo Depretis VII                 |                                       |                                           |
| 4 aprile 1887 - 29 luglio 1887             | Benedetto Brin                                  | governo Depretis VIII                |                                       |                                           |
| 29 luglio 1887 - 9 marzo 1889              | Benedetto Brin                                  | governo Crispi I                     |                                       |                                           |
| 9 marzo 1889 - 6 febbraio 1891             | Benedetto Brin                                  | governo Crispi II                    |                                       |                                           |
|                                            | Antonio Starabba, marchese di Rudinì ad interim | 6 febbraio 1891 - 15 febbraio 1891   | governo di Rudinì I                   |                                           |
|                                            | Simone Pacoret de Saint-Bon                     | 15 febbraio 1891 - 15 maggio 1892    | governo di Rudinì I                   |                                           |
| 15 maggio 1892 - 28 settembre 1892         | Simone Pacoret de Saint-Bon                     | governo Giolitti I                   |                                       |                                           |
|                                            | Benedetto Brin ad interim                       | governo Giolitti I                   | 28 settembre 1892 - 8 dicembre 1892   |                                           |
|                                            | Carlo Alberto Racchia                           | governo Giolitti I                   | 8 dicembre 1892 - 15 dicembre 1893    |                                           |
|                                            | Enrico Morin                                    | 15 dicembre 1893 - 14 giugno 1894    | governo Crispi III                    |                                           |
| 14 giugno 1894 - 10 marzo 1896             | Enrico Morin                                    | governo Crispi IV                    |                                       |                                           |
|                                            | Benedetto Brin                                  | 10 marzo 1896 - 11 luglio 1896       | governo di Rudinì II                  |                                           |
| 11 luglio 1896 - 14 dicembre 1897          | Benedetto Brin                                  | governo di Rudinì III                |                                       |                                           |
| 14 dicembre 1897 - 24 maggio 1898          | Benedetto Brin                                  | governo di Rudinì IV                 |                                       |                                           |
|                                            | Alessandro Asinari di San Marzano ad interim    | governo di Rudinì IV                 | 24 maggio 1898 - 1º giugno 1898       |                                           |
|                                            | Felice Napoleone Canevaro                       | 1º giugno 1898 - 29 giugno 1898      | governo di Rudinì V                   |                                           |
|                                            | Giuseppe Palumbo                                | 29 giugno 1898 - 14 maggio 1899      | governo Pelloux I                     |                                           |
|                                            | Giovanni Bettolo                                | 14 maggio 1899 - 24 giugno 1900      | governo Pelloux II                    |                                           |
|                                            | Enrico Morin                                    | 24 giugno 1900 - 15 febbraio 1901    | governo Saracco                       |                                           |
| 15 febbraio 1901 - 22 aprile 1903          | Enrico Morin                                    | governo Zanardelli                   |                                       |                                           |
|                                            | Giovanni Bettolo                                | governo Zanardelli                   | 22 aprile 1903 - 21 giugno 1903       |                                           |
|                                            | Enrico Morin ad interim                         | governo Zanardelli                   | 21 giugno 1903 - 3 settembre 1903     |                                           |
|                                            | Giovanni Giolitti ad interim                    | 3 settembre 1903 - 9 novembre 1903   | governo Giolitti II                   |                                           |
|                                            | Carlo Mirabello                                 | 9 novembre 1903 - 12 marzo 1905      | governo Giolitti II                   |                                           |
| 12 marzo 1905 - 27 marzo 1905              | Carlo Mirabello                                 | governo Tittoni                      |                                       |                                           |
| 27 marzo 1905 - 24 dicembre 1905           | Carlo Mirabello                                 | governo Fortis I                     |                                       |                                           |
| 24 dicembre 1905 - 8 febbraio 1906         | Carlo Mirabello                                 | governo Fortis II                    |                                       |                                           |
| 8 febbraio 1906 - 29 maggio 1906           | Carlo Mirabello                                 | governo Sonnino I                    |                                       |                                           |
| 29 maggio 1906 - 10 dicembre 1909          | Carlo Mirabello                                 | governo Giolitti III                 |                                       |                                           |
|                                            | Giovanni Bettolo                                | 11 dicembre 1909 - 31 marzo 1910     | governo Sonnino II                    |                                           |
|                                            | Pasquale Leonardi Cattolica                     | 31 marzo 1910 - 29 marzo 1911        | governo Luzzatti                      |                                           |
| 29 marzo 1911 - 29 luglio 1913             | Pasquale Leonardi Cattolica                     | governo Giolitti IV                  |                                       |                                           |
|                                            | Enrico Millo                                    | governo Giolitti IV                  | 29 luglio 1913 - 21 marzo 1914        |                                           |
| 21 marzo 1914 - 13 luglio 1914             | Enrico Millo                                    | governo Salandra I                   |                                       |                                           |
|                                            | Leone Viale                                     | governo Salandra I                   | 13 luglio 1914 - 31 ottobre 1914      |                                           |
| 31 ottobre 1914 - 24 settembre 1915        | Leone Viale                                     | governo Salandra II                  |                                       |                                           |
|                                            | Antonio Salandra ad interim                     | governo Salandra II                  | 24 settembre 1915 - 30 settembre 1915 |                                           |
|                                            | Camillo Corsi                                   | governo Salandra II                  | 30 settembre 1915 - 18 giugno 1916    |                                           |
| 18 giugno 1916 - 16 giugno 1917            | Camillo Corsi                                   | governo Boselli                      |                                       |                                           |
|                                            | Arturo Triangi di Maderno e Laces               | governo Boselli                      | 16 giugno 1917 - 16 luglio 1917       |                                           |
|                                            | Alberto del Bono                                | governo Boselli                      | 16 luglio 1917 - 30 ottobre 1917      |                                           |
| 30 ottobre 1917 - 23 giugno 1919           | Alberto del Bono                                | governo Orlando                      |                                       |                                           |
|                                            | Giovanni Sechi                                  | 23 giugno 1919 - 21 maggio 1920      | governo Nitti I                       |                                           |
| 21 maggio 1920 - 15 giugno 1920            | Giovanni Sechi                                  | governo Nitti II                     |                                       |                                           |
| 15 giugno 1920 - 4 luglio 1921             | Giovanni Sechi                                  | governo Giolitti V                   |                                       |                                           |
|                                            | Eugenio Bergamasco                              | 4 luglio 1921 - 26 febbraio 1922     | governo Bonomi I                      |                                           |
|                                            | Roberto De Vito                                 | 26 febbraio 1922 - 1º agosto 1922    | governo Facta I                       |                                           |
| 1º agosto 1922 - 28 ottobre 1922           | Roberto De Vito                                 | governo Facta II                     |                                       |                                           |
|                                            | Paolo Thaon di Revel                            | 28 ottobre 1922 - 8 maggio 1925      | governo Mussolini                     |                                           |
|                                            | Benito Mussolini ad interim                     | 8 maggio 1925 - 12 settembre 1929    | governo Mussolini                     | ammiraglio d'armata Ernesto Burzagli      |
|                                            | Giuseppe Sirianni                               | 12 settembre 1929 - 1º gennaio 1933  | governo Mussolini                     | ammiraglio d'armata Ernesto Burzagli      |
| ammiraglio d'armata Gino Ducci             | Giuseppe Sirianni                               | 12 settembre 1929 - 1º gennaio 1933  | governo Mussolini                     |                                           |
|                                            | Benito Mussolini ad interim                     | 1º gennaio 1933 - 25 luglio 1943     | governo Mussolini                     |                                           |
| ammiraglio d'armata Domenico Cavagnari     | Benito Mussolini ad interim                     | 1º gennaio 1933 - 25 luglio 1943     | governo Mussolini                     |                                           |
| ammiraglio d'armata Arturo Riccardi        | Benito Mussolini ad interim                     | 1º gennaio 1933 - 25 luglio 1943     | governo Mussolini                     |                                           |
|                                            | Raffaele de Courten                             | 28 luglio 1943 - 17 aprile 1944      | governo Badoglio I                    | ammiraglio di squadra Raffaele De Courten |
| 22 aprile 1944 - 8 giugno 1944             | Raffaele de Courten                             | governo Badoglio II                  |                                       | ammiraglio di squadra Raffaele De Courten |
| 18 giugno 1944 - 10 dicembre 1944          | Raffaele de Courten                             | governo Bonomi II                    |                                       | ammiraglio di squadra Raffaele De Courten |
| 12 dicembre 1944 - 19 giugno 1945          | Raffaele de Courten                             | governo Bonomi III                   |                                       | ammiraglio di squadra Raffaele De Courten |
| 21 giugno 1945 - 8 dicembre 1945           | Raffaele de Courten                             | governo Parri                        |                                       | ammiraglio di squadra Raffaele De Courten |
| 10 dicembre 1945 - 14 luglio 1946          | Raffaele de Courten                             | governo De Gasperi I                 |                                       | ammiraglio di squadra Raffaele De Courten |
| Ministro per la Marina Militare            |                                                 |                                      |                                       |                                           |
|                                            | Giuseppe Micheli                                | 14 luglio 1946 - 4 febbraio 1947     | governo De Gasperi II                 |                                           |
| accorpato nel nuovo Ministero della difesa |                                                 |                                      |                                       |                                           |